# André Maginot
André Maginot (ur. 17 lutego 1877 w Paryżu, zm. 7 stycznia 1932 tamże) – francuski polityk, minister, urzędnik służby cywilnej, żołnierz; najlepiej znany z zaangażowania w budowę francuskich fortyfikacji, znanych powszechnie jako Linia Maginota, które powstały w latach 1929-1940 na wschodniej granicy państwa.

## Życiorys
Maginot urodził się w Paryżu, ale spędził część swojej młodości w Alzacji-Lotaryngii, regionie w którym później został wzniesiony ciąg francuskich fortyfikacji, o których budowę zabiegał. Po zdaniu egzaminu na urzędnika służby cywilnej, w 1897 rozpoczął karierę w administracji francuskiej, w której pracował do końca życia. Początkowo pracował jako asystent gubernatora generalnego w Algierii. Funkcję tę sprawował do 1910 roku, w którym zrezygnował z urzędu i zajął się działalnością polityczną. W tym samym roku został wybrany do Izby Deputowanych, gdzie następnie pełnił funkcję Podsekretarza Stanu do Spraw Wojennych. Sprawował ją tuż przed wybuchem I wojny światowej (1914).
Kiedy wybuchła wojna wstąpił do Francuskich Wojsk Lądowych, po czym został skierowany na front w rejonie Lotaryngii. W listopadzie 1914 Maginot (do tego czasu awansowany na stopień sierżanta za „opanowanie i odwagę”) został ranny w nogę w bitwie pod Verdun (od tego czasu do końca życia utykał na jedną nogę). Za niesamowitą dzielność i waleczność został odznaczony Médaille militaire.
Był zapalonym szermierzem. W latach 1921–1924 pełnił funkcję prezydenta Międzynarodowej Federacji Szermierczej.

## Odznaczenia
- Médaille militaire